# ماريو دي ماركو
ماريو دي ماركو هو محامي وسياسي مالطي، ولد في 18 أكتوبر 1965 في مالطا. نشط حزبياً في الحزب الوطني. وقد انتخب عضو في البرلمان الأوروبي عن دائرة مالطا ‏ لترشحه ضمن قائمة الحزب الوطني، وقد انضم خلال فترته النيابية (1 مايو 2004 – 19 يوليو 2004) للكتلة البرلمانية كتلة حزب الشعب الأوروبي وفي 2017 Maltese general election ‏، انتخب member of the 13th House of Representatives of Malta ‏ عن دائرة District 1, Malta ‏ وقد انضم خلال فترته النيابية للكتلة البرلمانية Forza Nazzjonali ‏ وانتخب عضو مجلس نواب مالطا ‏.